# اصطلاح

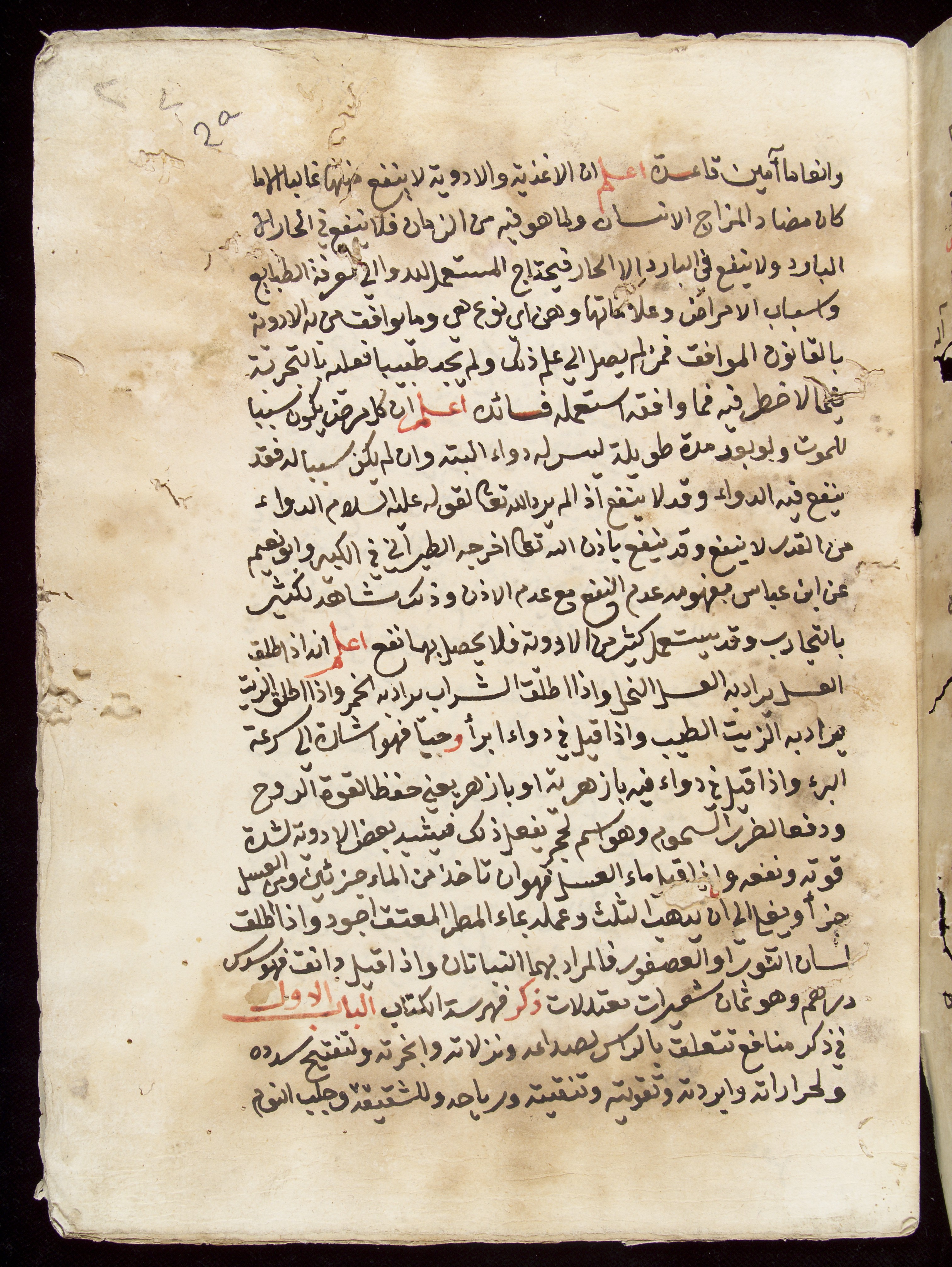

الاصطلاح هو اتفاق قوم على تسمية الشيء باسم ما ينقل عن موضوعه الأول، وإخراج اللفظ من معنى لغوي إلى آخر، لمناسبة بينهما. وقيل اتفاق طائفة على وضع اللفظ بإزاء المعنى. وقيل إخراج الشيء عن معنى لغوي إلى معنى آخر، لبيان المراد. وقيل لفظ معين بين قوم معينين.

## تعريف
الاصطلاح هو العرف الخاص، وهو عبارة عن اتفاق قوم على تسمية شيء باسم بعد نقله عن موضوعه الأول لمناسبة بينهما، كالعموم والخصوص، أو لمشاركتهما في أمر أو مشابهتهما في وصف أو غيرها. والاصطلاحي هو ما يتعلق بالاصطلاح، يقال هذا منقول اصطلاحي وسنّة اصطلاحية وشهر اصطلاحي ونحو ذلك.

## اصطلاح
إذا المصطلح هو لفظ يطلق على مفهوم معين للدلالة عليه عن طريق الاصطلاح (الاتفاق) بين الجماعة اللغوية على تلك الدلالة المرادة والتي تربط بين اللفظ (الدال) والمفهوم (المدلول) لمناسبة بينهما. وأطلق المتخصصون في علم المصطلح تعريفا دقيقا له وهو: (الرمز اللغوي والمفهوم).
بينما أطلق عليه «فيلبر» إنه عبارة عن بناء عقلي فكري مشتق من شيء معين؛ فهو- بإيجاز - الصورة الذهنية لشيء معين موجود في العالم الداخلي أو الخارجي؛ وأضاف: «لكي نبلغ هذا البناء العقلي - المفهوم - في إتصالاتنا يتم تعيين رمز له ليدل عليه».

## الرمز اللغوي
اهتم علماء «المصطلح» ببيان المقصود بالرمز اللغوي الدال على المفهوم ففرقوا بين ثلاثة أنواع من الرموز اللغوية وهي:
- الكلمة: لها عدة معان وفي ظلال معان غير محددة وتستخدم لتسمية الأشياء وتعتمد في ظهور معناها على السياق.
- المصطلح: رمز لغوي لمفهوم معين.
- القاموس: اما أن يكون مصطلحا أو اسما يستعمل لإسترجاع المعلومات أو فهرستها في نظام خاص، ويعتمد معناها على نظام المعلومات ذات العلاقة، وتستند مسمياتها المفردة إلى منظومة المفاهيم.

فالمسميات هي الأشياء المحسوسة الحقيقية الموجودة في العالم الداخلي والخارجي، أما المفاهيم فهي صورة ذهنية لتلك الأشياء الموجودة. كما يجب أن تكون بين علاقة منطقية بين المصطلح ومفهومة وهذه العلاقة منظمة، ولكن لا يشترط وجود هذه العلاقة بين الاسم والمسمي. على سبيل المثال: «مرسل» يطلق على جهاز معين فهو مصطلح ويجب أن يكون من خصائص هذا الجهاز «الأرسال»، وهذه العلاقة المنطقية واجبة بين المصطلح ومفهومه. أما الاسم «صالح» من الممكن أن يطلق على شخص أو مسمى ولا يكون بالضرورة صالحا، لا يوجد علاقة منطقية بين الاسم والمسمي. كما بين فيلبر أن «دقة المصطلحات لا تعتمد على الرموز اللغوية بل على المفاهيم». وقد حدد علماء المصطلح جملة من الشروط الواجب توافرها في المصطلح المفضل المقبول «أن المصطلحات المتفق عليها يجب أن تكون واضحة، دقيقة، موجزة، سهلة النطق، وأن يشكل المصطلح الواحد منها جزء من نظام مجموعة المصطلحات، ترمز إلى مجموعة معينة مترابطة من المفاهيم». إذن، أهم شروط لغة العلم والمصطلحات هي الدقة والوضوح وعدم التداخل أو اللبس.

### ألفاظ الحضارة
يقصد بها تلك الألفاظ المرتبطة بالمنجزات العصرية، وتعني جميع الألفاظ التي يستعملها الإنسان في «حياته العامة»، وهي تشمل أسماء المأكولات والمشروبات والملبوسات والأدوات المنزلية وكذلك أسماء الأماكن، والمركبات، والحرف، وكذلك ما يتعلق بالتربية الرياضية، ومجالات الترويح والزينة مثل: الرائي، الحاسوب، الجوال، السيارة، ويتعدى هذا المدلول التعبير عن الأشياء المادية، إلى التعبير عن الحياة الثقافية العامة التي تنم عن الحس الحضاري ومن أمثلتها: فيس بوك، تويتر، إنترنت.